# Попов, Александр Евгеньевич (педагог)
Александр Евгеньевич Попов (род. 2 апреля 1949, Челябинск) — советский и российский педагог. Член Союза писателей России, директор ФМЛ № 31. Соросовский учитель.

## Биография
- В 1976 году окончил математический факультет Челябинского государственного педагогического института, отделение «Математика на французском».
- С 1976 по 1986 год работал учителем математики в средней школе № 1 Ф. Энгельса.
- С 1989 года является директором физико-математического лицея № 31[1].

## Путь педагога и новатора
В своей деятельности руководствуется нестандартными методами: через парадокс, свободный диалог — к творческой индивидуальности учителя и ученика. В лицее действуют три кафедры: математики, физики и информатики. Созданы две лаборатории — экспериментальной физики и робототехники. налажена система довузовской подготовки в МФТИ и ГУ — Высшая школа экономики.
Создал «Скорую педагогическую помощь»:
- помощь детям-сиротам;
- выявление одаренных детей в попечительских учреждениях;
- волонтерское движение в детских больницах и др.

Его воспитанники - победители олимпиад по математике, физике, информатике на региональном, федеральном и международном уровнях. По результатам олимпиад, ЕГЭ суммарно по всем предметам лицей занимает первую позицию в Челябинской области и входит в ТОП-25 школ России

## Награды
- В 2001 и 2006 году — лауреат городского конкурса «Человек года» в номинации «Образование».
- Награждён медалью Антона Макаренко за педагогические достижения.
- В 2014 по версии журнала «Русский репортер» вошел в число 100 людей современной России[6]
- В 2015 году присвоено звание Почетного гражданина города Челябинска[7]

## Творческий путь
Член Союза писателей РФ. Автор 28 поэтических сборников и циклов рассказов. Публикуется в журнале «Юность», газетах «Первое сентября», «Учительская газета». Популярны книги «Дневник директора школы» и «Игра в дурака». Издаются отдельными тиражами в издательствах Челябинска и Москвы.
| Название произведения                | Год  |
| ------------------------------------ | ---- |
| «И педагогическое многоточие»        | 1997 |
| «Педагогическая азбука»              | 2000 |
| "Сборник рассказов «Будни»           | 2000 |
| Поэтические сборники «Три осени»     | 2001 |
| «Люди-овны»                          | 2002 |
| «Две ноты»                           | 2004 |
| «Кольцо на снегу»                    | 2004 |
| «Дневник директора школы»            | 2006 |
| «Райские яблочки»                    | 2006 |
| Соседи по свету. Дерево, полное птиц | 2007 |
| «Мамаматематика»                     | 2009 |
| Вечерние ворчания                    | 2010 |
| «На высоте поцелуя»                  | 2012 |
| «Вовкин дневник»                     | 2013 |
| «Восьмая нота»                       | 2013 |
| «Взрослые сказки»                    | 2014 |
| Проза дождя                          | 2014 |
| «Судный день»                        | 2015 |
| «Вещие товарищи»                     | 2015 |
| «Пальцы по вторникам»                | 2015 |
| « Я из прошлого проездом»            | 2016 |
| «Треугольничество»                   | 2016 |

## Статьи
- Личный блог директора Архивная копия от 1 декабря 2016 на Wayback Machine
- Почетный гражданин г. Челябинска Архивная копия от 23 марта 2018 на Wayback Machine
- «В жизни я ставлю спектакли…» Архивная копия от 21 декабря 2016 на Wayback Machine